# ノースウェスタン大学

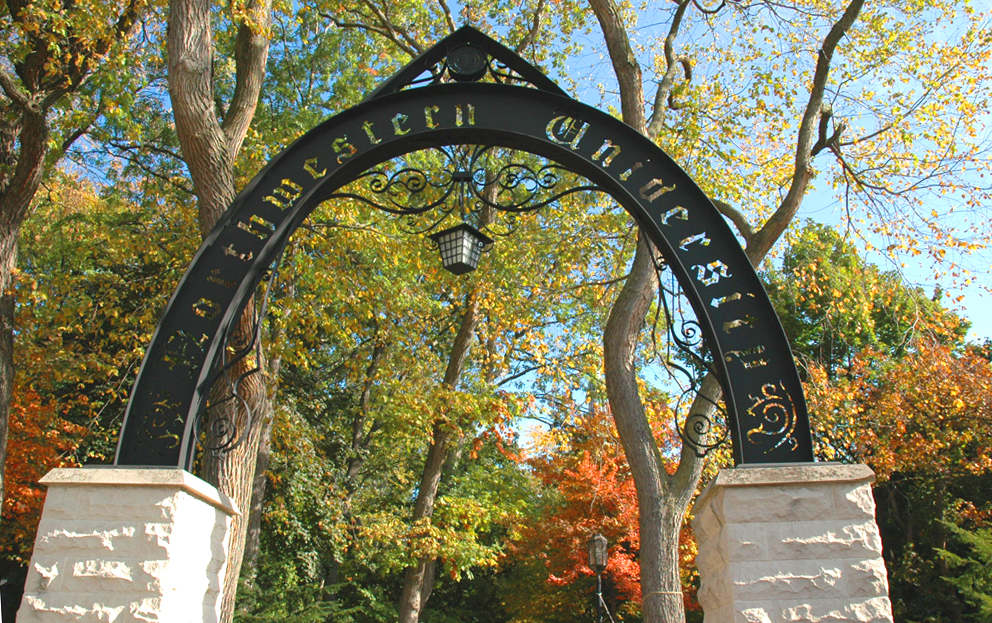
エバンストン・キャンパスのアーチ

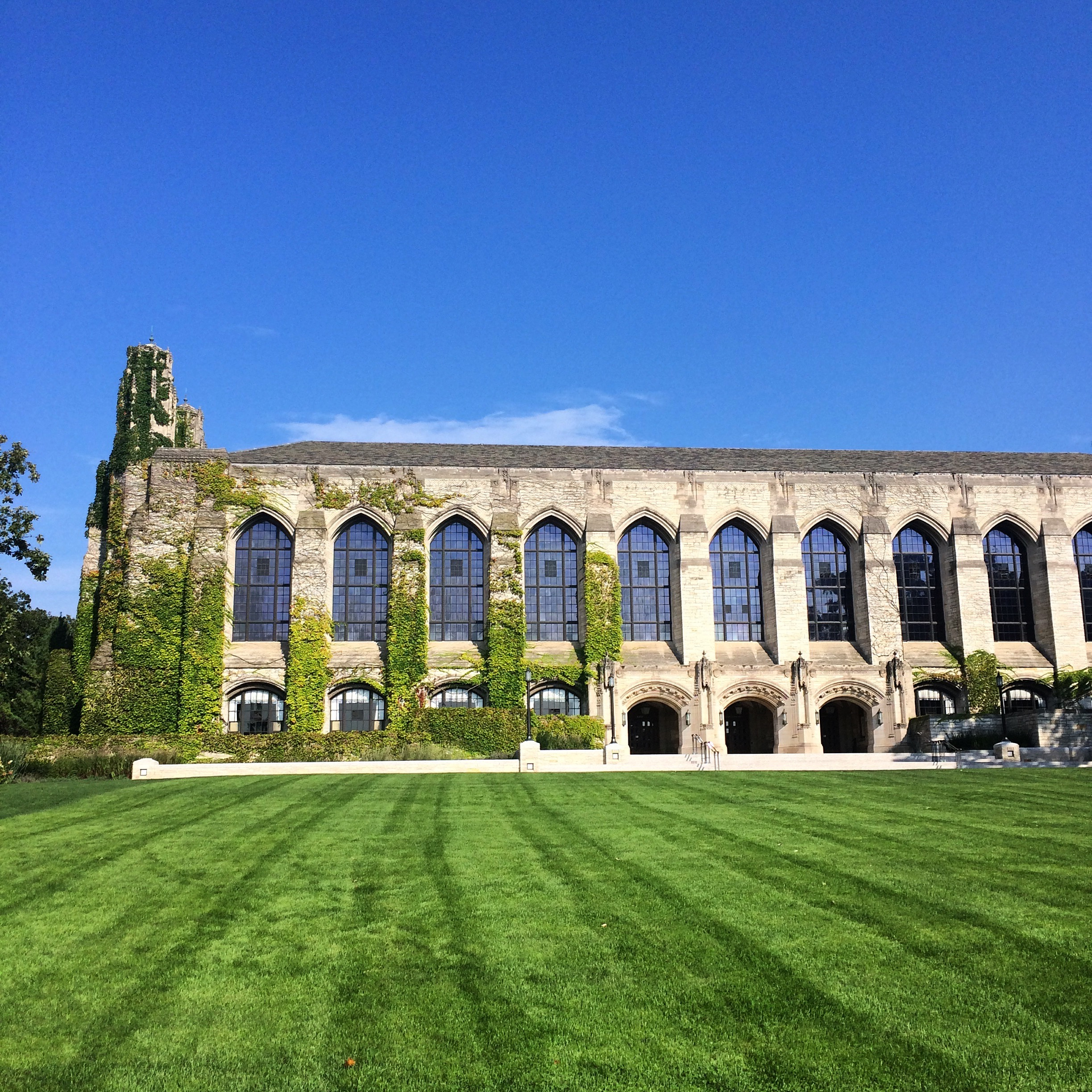
Deering Library

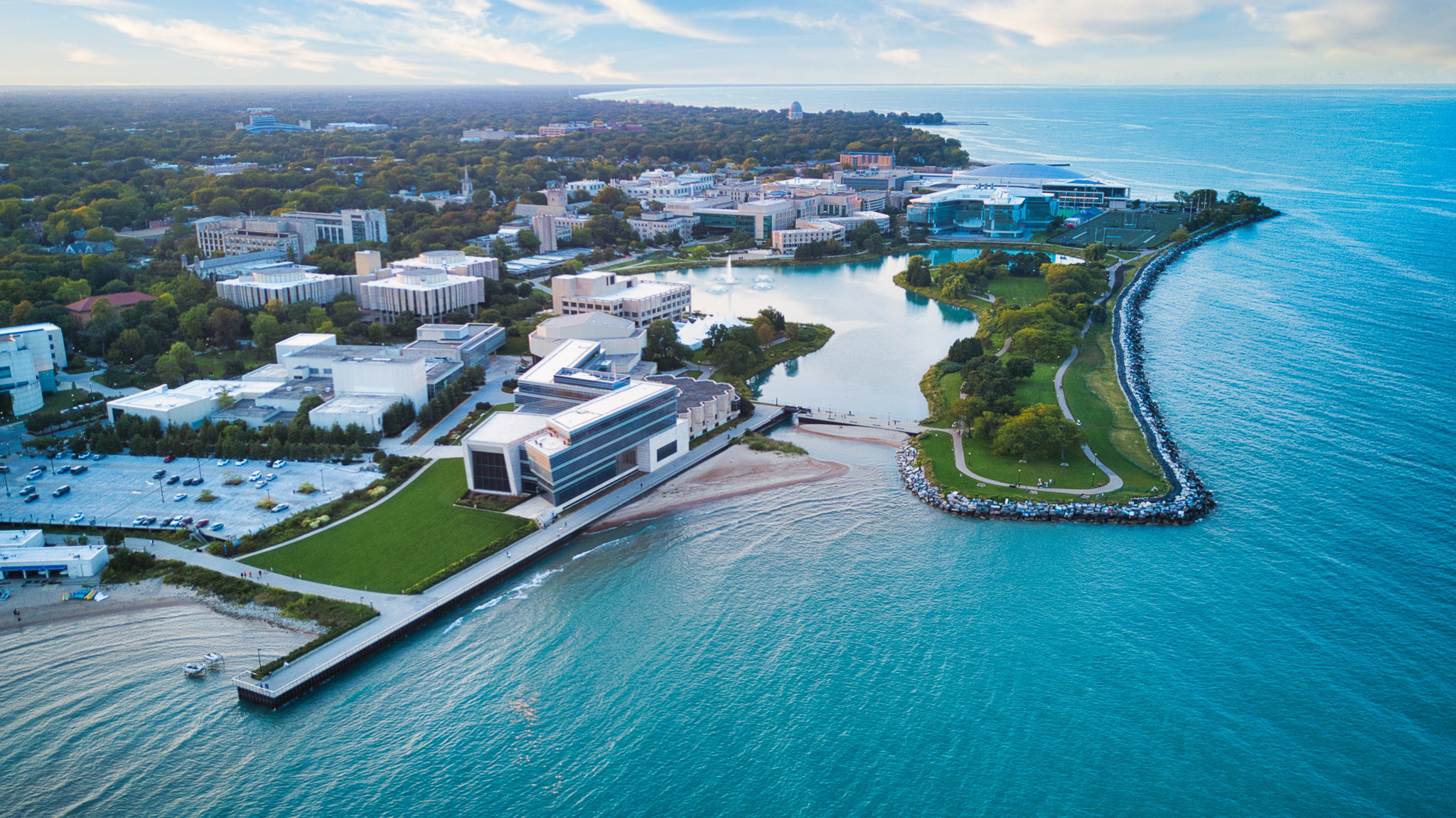
ミシガン湖から見たキャンパス風景

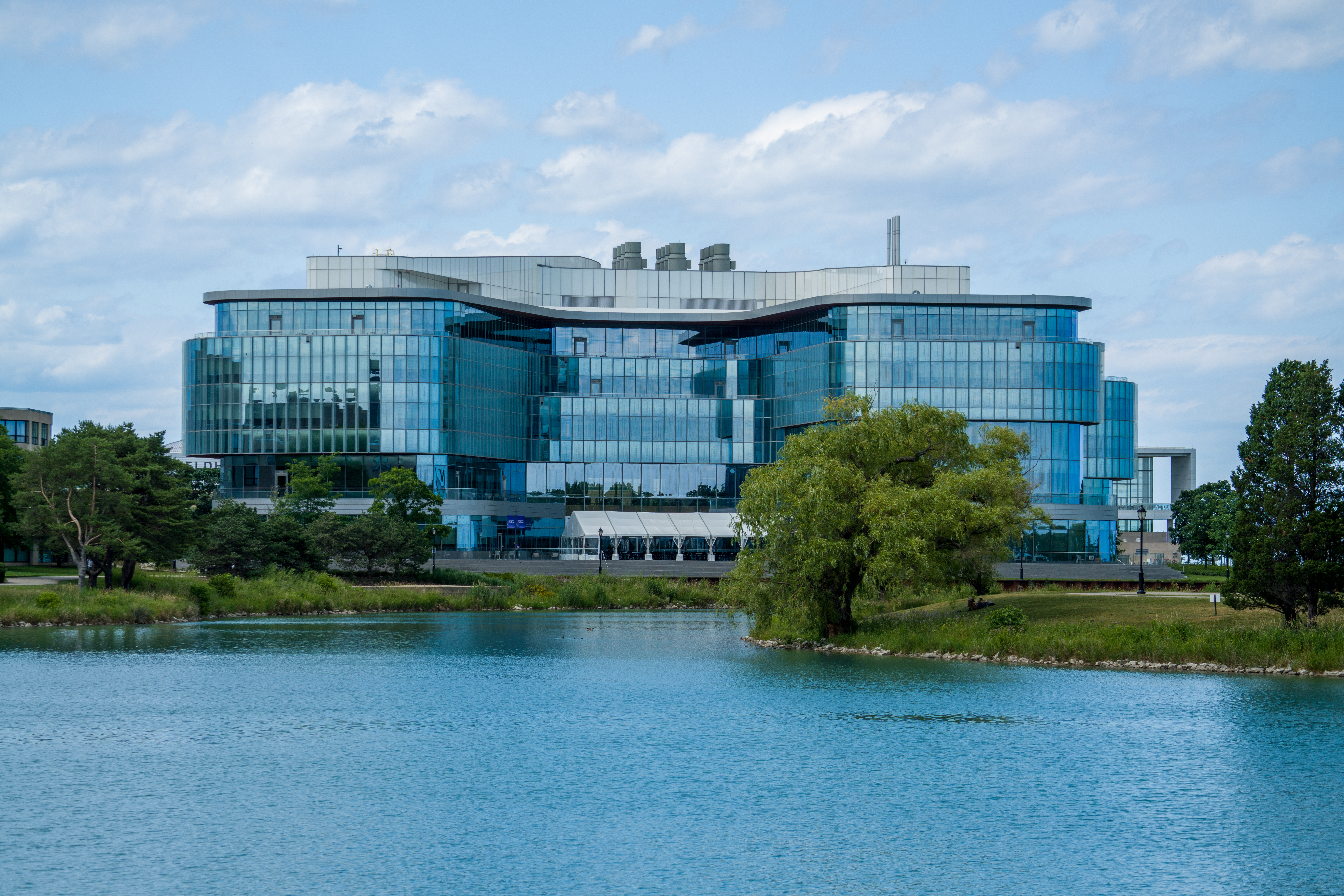
ケロッグ経営大学院(Kellogg School of Management)

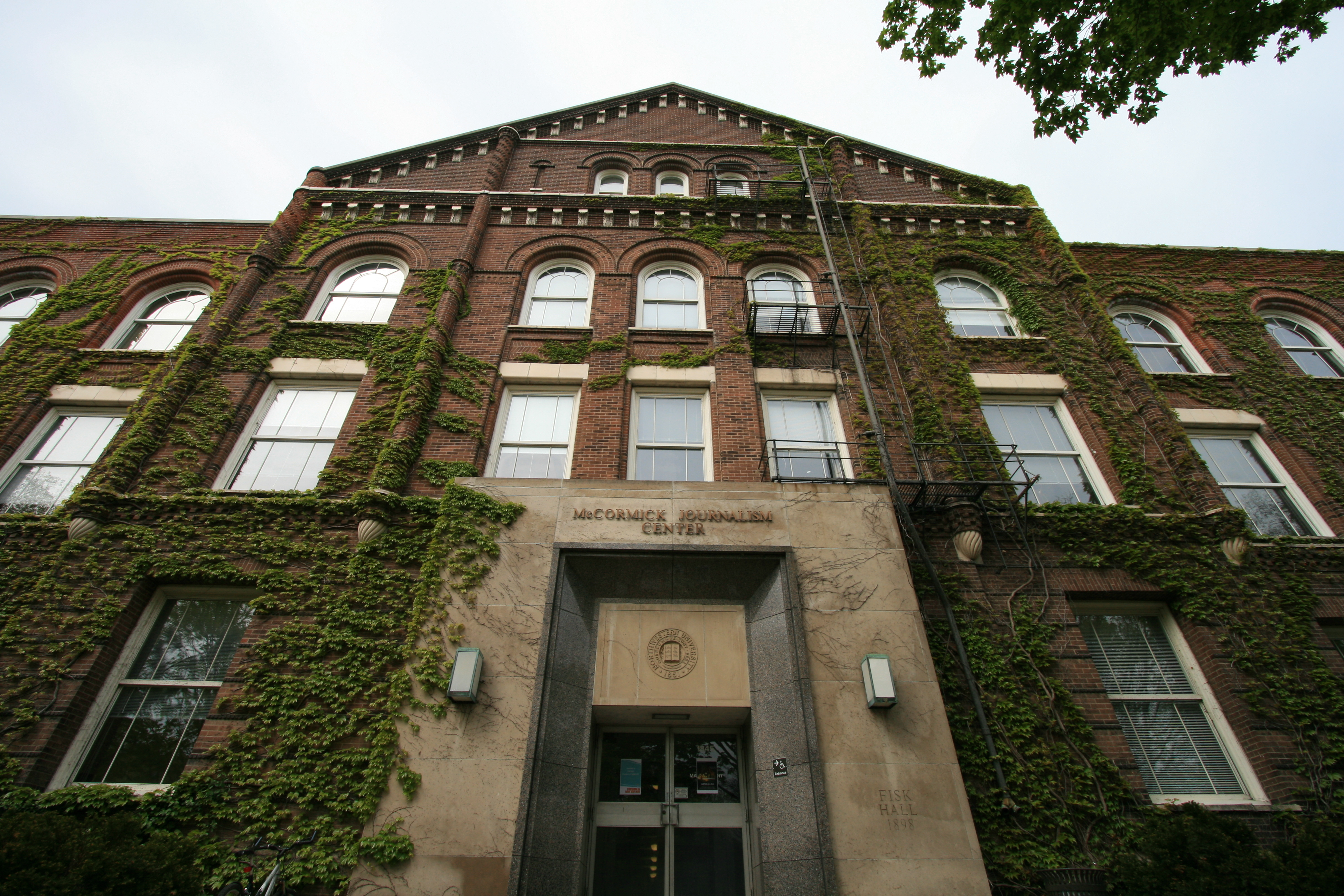
メディル・スクール・オブ・ジャーナリズム(Medill School)

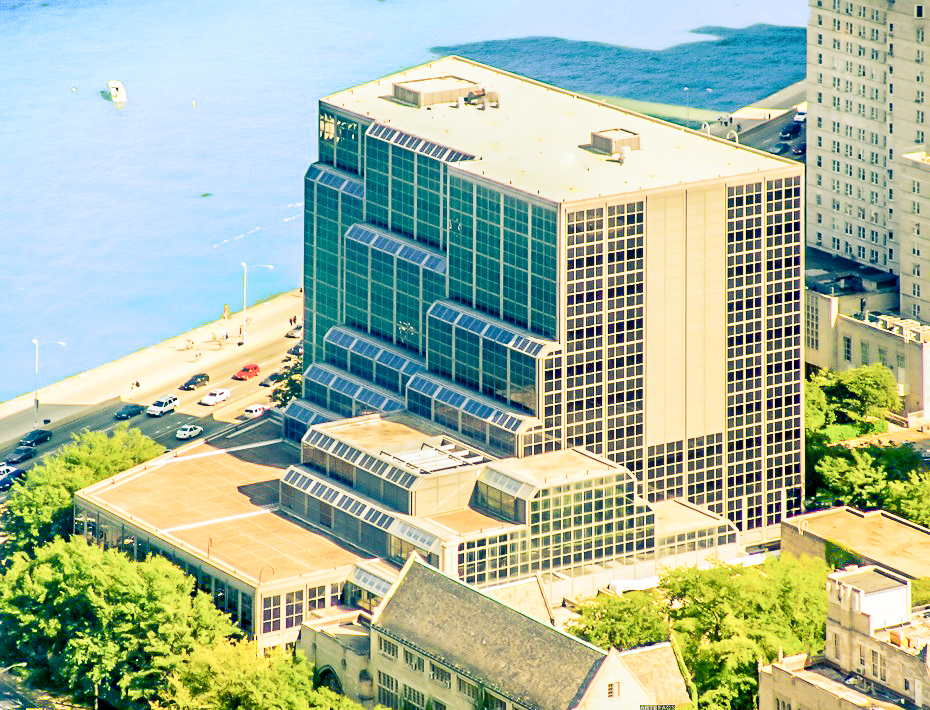
ノースウェスタン大学プリツカー・ロースクール(Pritzker School)

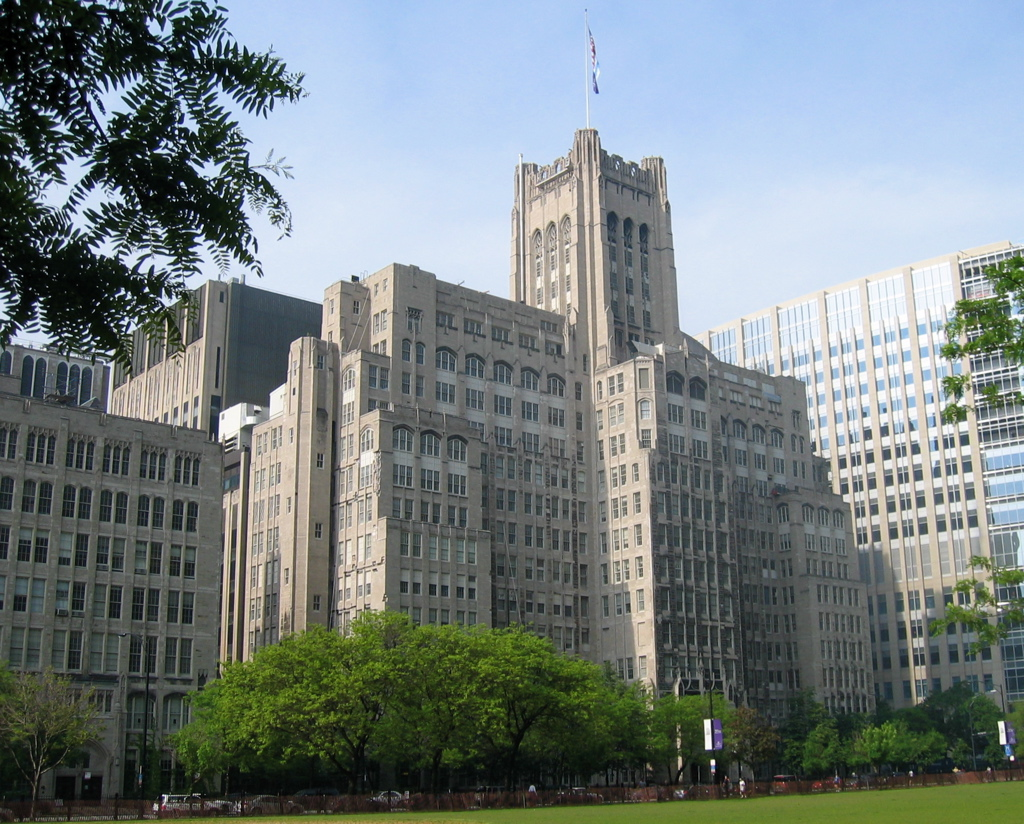
ノースウェスタン大学ファインバーグ医学部(NU Feinberg)

ノースウェスタン大学（ノースウェスタンだいがく、英: Northwestern University、略称NU）はアメリカ合衆国イリノイ州シカゴ郊外にキャンパスを構える1851年創立の全米屈指の名門私立大学で、世界で最も権威のある学術機関にランク付けされており、22人のノーベル賞受賞者、42人のピューリツァー賞受賞者等を輩出している。アメリカ合衆国北東部にあるアイビーリーグ校と肩を並べる最難関名門校である。
US Newsによる「全米大学ランキング2025」では全米第6位。学部への合格率は6.8%（2021年入学者）と極めて低い。
プロフェッショナルスクールの評価も高く、特にビジネススクールのケロッグ経営大学院（Kellogg School of Management）はマーケティング理論で有名なフィリップ・コトラー（Phillip Kotler）教授を始めとした世界トップクラスの教授群によるMBAプログラムを提供し、ハーバード・ビジネス・スクール、スタンフォード大学経営大学院、ペンシルベニア大学ウォートン・スクール、シカゴ大学ブース・スクール・オブ・ビジネスと共に世界トップクラスのビジネススクールとして名高い（M7の参加校）。ジャーナリズムスクールのメディル・スクール・オブ・ジャーナリズム（Medill School）は全米トップ5、ロースクールのノースウェスタン大学プリツカー・ロースクール（Pritzker School）及び教育学大学院は全米トップ10、メディカルスクールのノースウェスタン大学ファインバーグ医学部（NU Feinberg）及びエンジニアリング全体は全米トップ20にランク付けされている。コミュニケーションスクールは多くの俳優・映画関係者を輩出することでも知られる。
また大学評価の世界的指標であるTHE世界大学ランキング2020」での世界第22位を始め、各種ランキングで常に上位に位置する。
エバンストンにあるメインキャンパスはミシガン湖に面しており、97万平方メートル(240エーカー)に及ぶ敷地内には、セイリングハウスと２つのプライベートビーチも有する。またシカゴ中心部のダウンタウンにもロースクール、メディカルスクール、大学病院等を抱えるキャンパスを有している。
大学基金は2018年時点で約110億ドル（約1兆2000億円)。学生数は約20,000人（うち学部生は約8,000人)、約3,400人の教職員を擁する。
ラクロス部は全米選手権5連覇を達成している強豪。

## 沿革
ノースウェスタンは1851年にジョン・エヴァン氏と他8人のシカゴの弁護士やビジネスマンによって設立された。初期のプロジェクトはメソジスト派の教えのもと、北西部領土の主な教育機関を作る目的で立ち上げられた。
最初の授業は1855年11月5日に行われ、1869年には女性の入学を許可するようになった。
1882年に大学として初の大学連合フットボール・チームを作り、後にビッグ・テン・カンファレンスを設立した。1870年代から1880年代にかけ、シカゴ近郊の医学や法学の高等教育機関との合併を繰り返し、全てをエバンストン校と連携させた。その結果、ノースウェスタンは近代的な研究機関へと発達していった。1917年にはアメリカ大学協会のメンバーとして認められた。

## キャンパス

### エバンストン
ノースウェスタンのエバンストンキャンパスには大学、大学院が存在している。キャンパスにはケロッグ経営大学院もあり、リンカーン通りからクラーク通りまでミシガン湖に沿って配置されている。キャンパスの北と南では雰囲気が違うことで知られており、北は理学・スポーツ、南は文学・芸術で建物などがまとめられている。
エバンストン市内に走っている電車はノースウェスタンのスクール・カラーにちなんで「パープル・ライン」と呼ばれている。

### シカゴ
キャンパス名通り、シカゴ・キャンパスはシカゴ市内のStreetervilleエリアにあり、大学の医学部や系列病院などが存在する。また、法学部やパート・タイムのMBAプログラムなども行っている。

### カタール・サテライトキャンパス
2008年の秋にカタールの首都ドーハに新たなキャンパスをカーネギーメロン大学、コーネル大学、ジョージタウン大学、テキサスA&M大学、バージニア・コモンウェルス大学と共同でオープンした。

## 組織・管理体制
大学・大学院共にノースウェスタン取締役委員会にて管理されている。2011年の時点で70人で構成されており、1969年度の卒業生である銀行家ウィリアム・オスボーンが委員長を務めている。現在に至るまで、ノースウェスタンには16人の会長が存在し、2009年からは経済学者であるモートン・シャピロがその座に就任している。
ノースウェスタンは12の専門学部があり、それぞれ校舎が分かれている。各学部内の委員会により選出された学部長と多数の教職員が在籍している。
エバンストン・キャンパス
- ウェインバーグ総合学院 (1851)
- コミュニケーション学院 (1878)
- ビーネン音楽院 (1895)
- マコーミック工学院 (1909)
- メディル・ジャーナリズム学院 (1921)
- 教育と社会福祉学院 (1926)
- 継続教育学院 (1933)
- ケロッグ経営大学院 (1908)
- 総合大学院 (1910)

シカゴ・キャンパス
- フェインバーグ・医学院 (1859)**全米の大学で最初の高層校舎
- ケロッグ経営大学院 (1908)
- 法学院 (1859)
- 継続教育学院 (1933)

## 学問
ノースウェスタンは全部で124の大学生向けプログラム、145の大学院生向けのプログラムを提供している。フルタイムの学生は10週間を1クォーター、9月下旬から6月上旬の3クォーターを1年とし、通常1クォーターに4つのコースを取り、1年間に12単位を取得する仕組みとなっている。卒業するためには少なくとも12クォーターを大学で過ごさなければならない。早期卒業を志願する場合や単位を落としてしまった場合は、夏休みを返上してもう1クォーターを取ることができる。
大学ではトップの3％の成績を持つ生徒には 「summa cum laude」、次の5％には「magna cum laude」、そして次にの8％には「cum laude」の名誉称号が与えられる。

## 教授
- フィリップ・コトラー（Philip Kotler）－現代マーケティングの第一人者
- デール・T・モーテンセン(Dale T. Mortensen) －ノーベル経済学賞受賞
- フレイザー・ストッダート（en:James Fraser Stoddart）－ノーベル化学賞受賞
- チャド・マーキン（Chad Mirkin）－化学科、ナノテクノロジーの世界的権威
- トビン・マークス（Tobin Marks －化学科、物資科学、有機金属化学の権威
- ジョン・ヘンリー・ウィグモア（John Henry Wigmore）－証拠法の大家
- イアン・ロデリック・マクニール（Ian Roderick Macneil）－仲裁法や契約法の世界的権威
- ジョン・フィルモア・ヘイフォード（John Fillmore Hayford）－測地学者、ヘイフォード楕円体を提唱
- レイ・スティル(Ray Still) - オーボエ演奏家
- グリーン・バーディマン・ブラック(Greene Vardiman Black) - 現代歯科医学の父

### 日本人教員
- 松山公紀 - 経済学者、東京財団政策研究所研究所長

## 卒業生・出身者
- ジョン・ポール・スティーブンス - アメリカ合衆国連邦最高裁判所陪席判事
- アーサー・アンダーセン - アーサー・アンダーセン（アクセンチュアの前身）創業者
- エドウィン・G・ブーズ - ブーズ・アレン・ハミルトン創業者
- クリストファー・ガブリン - モトローラ社CEO
- ジェリー・ラインズドルフ - シカゴ・ブルズ、シカゴ・ホワイトソックス オーナー
- ジョン・メリウェザー - ロングターム・キャピタル・マネジメント 創業者
- ヒュー・ヘフナー - プレイボーイ（雑誌）創刊者
- ジョージ・スティグラー - 経済学者、ノーベル経済学賞受賞
- ソール・ベロー - 作家、ノーベル文学賞受賞
- G・R・R・マーティン - 作家
- ヴェロニカ・ロス - 作家
- トレヴェニアン - 作家・映画学者(Ph.D.)
- ウィリアム・ジェニングス・ブライアン - 政治家
- ジョージ・マクガヴァン - 政治家
- アドレー・スティーブンソン - 政治家
- ハロルド・ワシントン - シカゴ市長（アメリカ初の黒人市長）
- エドゥアルド・モンドラーネ - モザンビークの独立指導者、モザンビーク解放戦線（FRELIMO）初代書記長
- タノン・ビダヤ - 元タイ王国財務大臣兼商務大臣
- リサ・M・フランケッティ - 第33代アメリカ海軍作戦部長
- ハリー・グレイ - 化学者(Ph.D.)
- デイビッド・J・スコートン - スミソニアン学術協会会長、元コーネル大学学長
- メーガン・マークル - サセックス公爵夫人、元女優
- モーリス・デュボア - CBS放送ニュースキャスター・ジャーナリスト
- ジェリー・スプリンガー - TVショーのホスト
- チャールトン・ヘストン - 俳優
- アン・マーグレット - 女優
- ザック・ブラフ - 俳優
- クライド・クサツ - 俳優・声優
- ウォーレン・ベイティ - 俳優(中退)
- スティーヴン・コルベア - コメディアン・俳優
- ズーイー・デシャネル - 女優(中退)
- マージ・ヘルゲンバーガー - 女優
- ロバート・ネッパー - 俳優
- ローラ・イネス - 女優
- ローラ・リニー - 女優、後に転校
- ジョン・キャメロン・ミッチェル - 俳優・映画監督・プロデューサー
- フレッド・ウィリアムソン - 俳優、元NFL選手
- ダーモット・マローニー - 俳優
- パトリシア・ニール - 女優
- デヴィッド・シュワイマー - 俳優
- ピーター・ストラウス - 俳優
- アナ・ガスタイヤー - 女優・コメディアン
- ブルーノ・カンポス - 俳優
- ブライアン・ダーシー・ジェームズ - 俳優
- シンディ・クロフォード - スーパーモデル(中退)
- ハワード・ハンソン - 作曲家
- ジョセフ・シュワントナー - 作曲家
- スティーヴ・アルビニ - 歌手、ギタリスト
- ポール・ウィンター - サックスプレイヤー
- ルーク・ドナルド - ゴルファー
- トッド・マーティン - テニス選手
- 石井敏 - 獨協大学名誉教授（コミュニケーション学）
- 今井むつみ - 認知科学者/慶應義塾大学環境情報学部教授
- 大崎順彦 - 東京大学名誉教授
- 岡本三成 - 衆議院議員、元外務大臣政務官、元ゴールドマン・サックス証券執行役員
- 小田切宏之 - 経済学者/一橋大学名誉教授、公正取引委員会顧問・元委員
- 三原淳雄 - 経済評論家
- 斎藤美津子 - 国際基督教大学名誉教授（コミュニケーション学）
- 竹田誠 - 厚生労働省 国立感染症研究所 ウイルス第三部・部長
- 田中滋 - 慶應義塾大学大学院経営管理研究科教授
- 鳥井信一郎 - サントリー元社長・元会長
- 吉田忠裕 - YKK社長
- 藤巻健史 - 参議院議員、元モルガン銀行日本代表
- 丸山康幸 - フェニックスリゾート会長
- 寺西正司 - UFJ銀行初代頭取、元全国銀行協会会長
- 増島稔 - 元内閣府経済社会総合研究所所長、元内閣府政策統括官
- 松井孝治 - 参議院議員（民主党）
- 髙科淳 - 元内閣官房内閣審議官、2025年日本国際博覧会協会副事務総長
- 前田正子 - 横浜市副市長
- 三宅弘人 - 元東京家庭裁判所長
- 水野弘道 - 国連特使、元年金積立金管理運用独立行政法人最高投資責任者、元テスラ取締役
- 大井篤 - 帝国海軍軍人
- 藤倉皓一郎 - 東京大学名誉教授（英米法）
- 苅谷剛彦 - 教育社会学者/オックスフォード大学社会学科教授
- 清水洋 - 一橋大学大学院経営管理研究科教授
- 絹川正吉 - 元国際基督教大学学長
- 福澤一吉 - 早稲田大学文学部教授（認知神経心理学）
- 広田良吾 - 数学者・物理学者
- 小島健司 - 神戸大学経済経営研究所教授
- 松井彰彦 - 東京大学大学院経済学研究科教授
- 川鍋一朗 - 日本交通 (東京都)社長
- 青木澄十郎 - 同志社教授、牧師
- 飯高京子 - 上智大学教授
- 椿龍哉 - 横浜国立大学、大学院都市イノベーション研究院 名誉教授
- 大橋弘 - 東京大学大学院経済学研究科教授